# Hazmburk
Hazmburk (en allemand : Hasenburg) est un petit sommet de la chaîne montagneuse des České Středohoří, en République tchèque. Il est situé à 4 km au nord-ouest de la ville de Libochovice, sur le territoire de la commune de Klapý,  dans le district de Litoměřice (région d'Ústí nad Labem). 
Au sommet se trouvent les ruines d'un château fort dont il ne subsiste que deux tours. Le château bâti au XIIIe siècle probablement par les Lichtenburk[réf. souhaitée]. Au cours des XIVe et XVe siècles, il fut agrandi mais fut détruit en représailles à la suite d'une guerre. Il se compose de deux tours ; la tour noire cylindrique et la tour blanche carrée dans laquelle il est possible de se rendre.

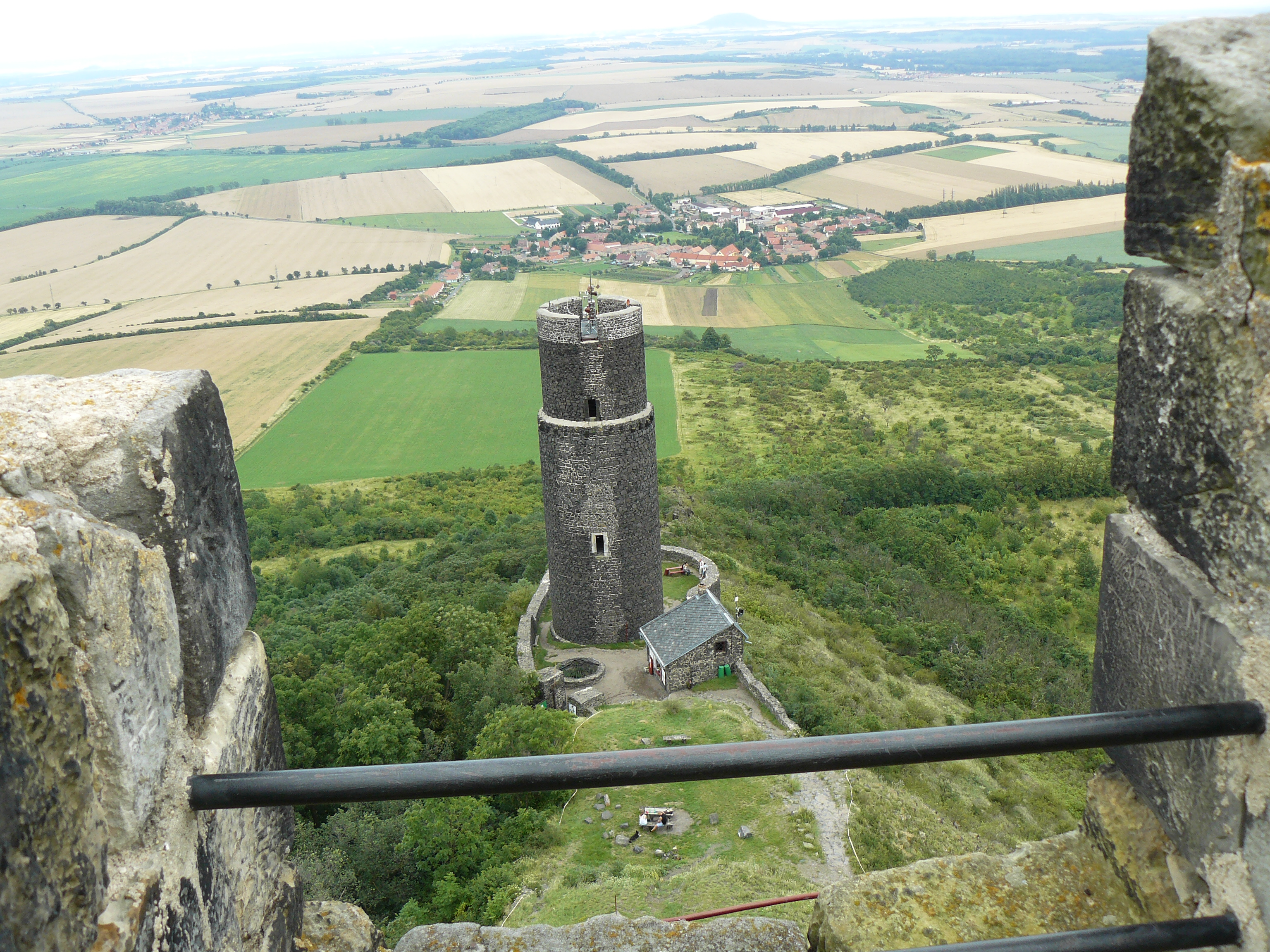
Vue de la tour noire de Hazmburk depuis la tour blanche.